# Koh-i-Noor

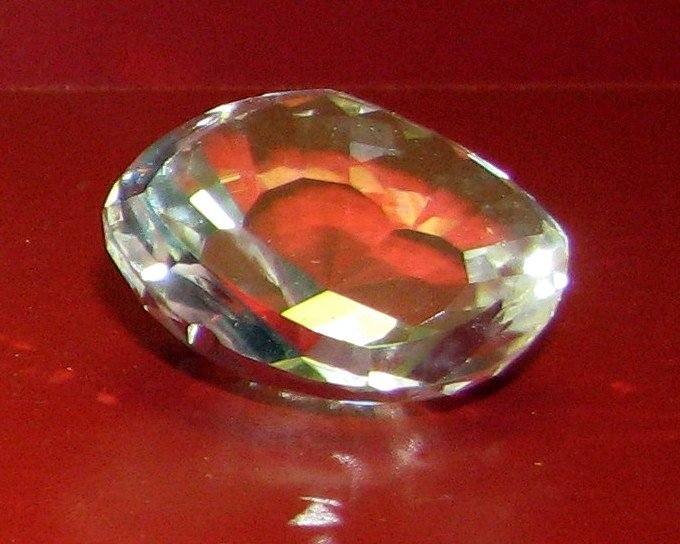
Réplica en vidrio del Koh-i-Noor original en el museo Kunstareal en Múnich, Alemania.

El Koh-i-Noor (también escrito Kōh-i-Nūr), que significa 'Montaña de luz' en persa, es un diamante de 105 quilates (21 gramos en su corte más reciente), que en su momento fue uno de los diamantes más grandes del mundo. Es originario del estado de Andhra Pradesh en la India al igual que su doble, el Darya-ye Noor ("Luz del Mar"). Ha pertenecido a gobernantes hindúes, mogoles, persas, afganos, sijs y británicos, que lucharon enconadamente por él durante varios acontecimientos históricos, siendo tomado como trofeo de guerra una y otra vez. Al final, la Compañía de las Indias Orientales se quedó con él para que formara parte de las Joyas de la Corona Británica cuando la reina Victoria fue proclamada emperatriz de la India en 1877.

## Historia
La evidencia histórica sugiere que el Koh-i-Noor es originario de la región de Guntur del reino Kakatiya, lo que ahora es el estado indio de Andhra Pradesh, una de las regiones diamantíferas más antiguas del mundo, de donde proceden los famosos diamantes de Golconda. Esta región fue conocida por ser la única productora de diamantes del mundo hasta 1730, cuando se descubrieron diamantes en Brasil. El diamante fue extraído de la mina Kollur cerca de la aldea de Kollur en el actual distrito de Guntur del estado indio de Andhra Pradesh. Fue propiedad de los reyes Kakatiya. La dinastía Khilji de Delhi acabó en 1320 d. C. y Ghiyas ud din Tughluq Shah I subió al trono de Delhi. Tughluq mandó a su comandante Ulugh Khan en 1323 a derrotar al rey Kakatiya Prataparudra. El ataque de Ulugh Khan fue rechazado pero volvió en un mes con un ejército mucho más grande y confiado. El ejército Kakatiya, poco preparado, fue derrotado. El saqueo, pillaje y destrucción de Orugallu (actualmente Waranga), la capital del Reino Kakatiya, continuó por meses. Cargamentos de oro, diamantes, perlas y marfil fueron llevados a Delhi en elefantes, caballos y camellos. Siendo el diamante Kooh-i-Noor parte del botín.
Desde entonces, la piedra pasó por las manos de los sucesivos gobernantes del Sultanato de Delhi, llegando finalmente a manos de Babur, el primer
emperador Mogol, en 1526. La primera confirmación histórica del diamante "Koh-i-Noor" data de 1526. Babur menciona en sus memorias, el Baburnama, que la joya había pertenecido a un Rajá desconocido de Malwa en 1294. Según Babur la piedra tenía tanto valor, que podría alimentar al mundo entero durante dos días y medio.
El Baburnama cuenta como el Rajá de Malwa fue forzado a entregar su preciada posesión a Ala ud din Khilju; después pasó a manos de las diferentes dinastías que gobernaron el Sultanato de Delhi, para finalmente llegar a poder del propio Babur en 1526, luego de su victoria sobre el último gobernante de ese Reino. Sin embargo, el Baburnama fue escrito entre 1526-1530; y las fuentes de la información de Babur son desconocidas, él pudo haber escrito lo que se decía en esos días, y haber confundido al Emperador Waranga con el Rajá de Malwa. En ese tiempo el diamante no tenía el nombre actual. Pero, aparte de cierto debate sobre la identidad del "Diamante de Babur", este es al parecer el diamante que ahora recibe el nombre de Koh-i-Noor.
Tanto Babur como Humayun mencionan claramente en sus memorias el origen del "Diamante de Babur". Este diamante estaba en manos de los gobernantes Kachwaka de Gwalior y luego fue heredado por la línea Tomara. El último de los Tomaras, Vikramaditya, fue derrotado por Sikandar Lodi, sultán de Dheli. Luego de la derrota de Lodi y el saqueo de su casa por parte de los mogoles, el príncipe Humayun intercedió y le devolvió sus cosas e incluso le permitió dejar Delhi y refugiarse en el reino de Mewar. Como recompensa a la generosidad de Humayun, uno de los diamantes, concretamente el Koh-i-Noor, en poder del príncipe Vikaramaditya, fue entregado a Humayun. Humayun tuvo muy mala suerte en su vida después de esto, y murió al caer de una escalera. Sher Shah Suri, quien derrotó a Humayun, murió quemado. El hijo de Akbar, hijo de Humayun, nunca usaba el diamante, mientras que el hijo de este, Shah Jahan, lo sacó de su tesorería y fue destronado por su hijo, Aurangzeb.

## Diamante de Emperadores

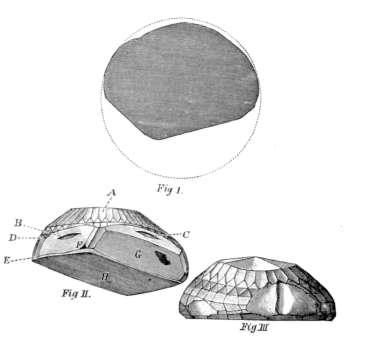
Ilustración de Tavernier del Koh-i-Noor en diferentes ángulos, (1676).

El emperador mogol Shah Jahan, famoso por construir el Taj Mahal, puso el diamante en su trono. Aurangazeb, hijo de Shah Jahan, encarceló a su enfermo padre en el cercano Fuerte de Agra; la leyenda dice que puso la joya cerca de una ventana para que Shah Jahan pudiera ver el Taj Mahal sólo a través de su reflejo en el diamante. Aurangazeb más tarde lo llevó a su capital —Lahore— y lo puso en su mezquita personal. Ahí se mantuvo hasta la invasión de Nadir Shah en 1739 y el saqueo de Agra y Delhi. Junto al Trono del Pavo Real, también se llevó a Persia el Koh-i-Noor en 1739. Se dice que Nadir Shah exclamó: "¡Koh-i-Noor!" (¡Montaña de Luz!) cuando por fin logró tener la piedra en su poder, y de ahí vendría su nombre actual. No hay referencia de este nombre de antes de 1739.
Según la leyenda, una de las consortes de Nadir Shah habría valorado el Koh-i-Noor de esta manera:

Si un hombre fuerte lanzara cinco piedras,
 y lanzara una al norte, una al sur, una al este, y una al oeste,
 y la última directo hacia arriba al aire,
 y el espacio que quedara entre ellas se llenara de oro y gemas,
 equivaldría al valor del Koh-i-Noor.

Después del asesinato de Nadir Shah en 1747, el diamante quedó en poder de Ahmad Shah Durrani de Afganistán. En 1830 Shuja Shah, el depuesto gobernante de Afganistán, logró huir con el diamante Koh-i-Noor. Llegó a Lahore donde se lo entregó al maharajá Sikh de Punjab, Ranjit Singh, a cambio de que luchara con él para recuperar el trono de Afganistán.

## Viaje desde la India
Ranjit Singh se coronó como gobernador de Punjab y quiso que el Koh-i-Noor fuera llevado al Templo Jagannath (Puri) en Orisa, desde su lecho de muerte en 1839. Pero luego de su muerte los administradores británicos decidieron no cumplir su voluntad.
El 29 de marzo de 1849, los británicos alzaron la bandera británica en la ciudadela de Lahore y Punjab fue declarado oficialmente como parte del Imperio Británico en la India. Una de las cláusulas de Tratado de Lahore, el acuerdo que oficializaba esta ocupación, decía:

La gema llamada el Koh-i-Noor que fue recibida de Shah Shuja-ul-Mulk por el Maharaja Ranjit Singh deberá ser entregada por el Maharaja de Lahore a la Reina de Inglaterra.

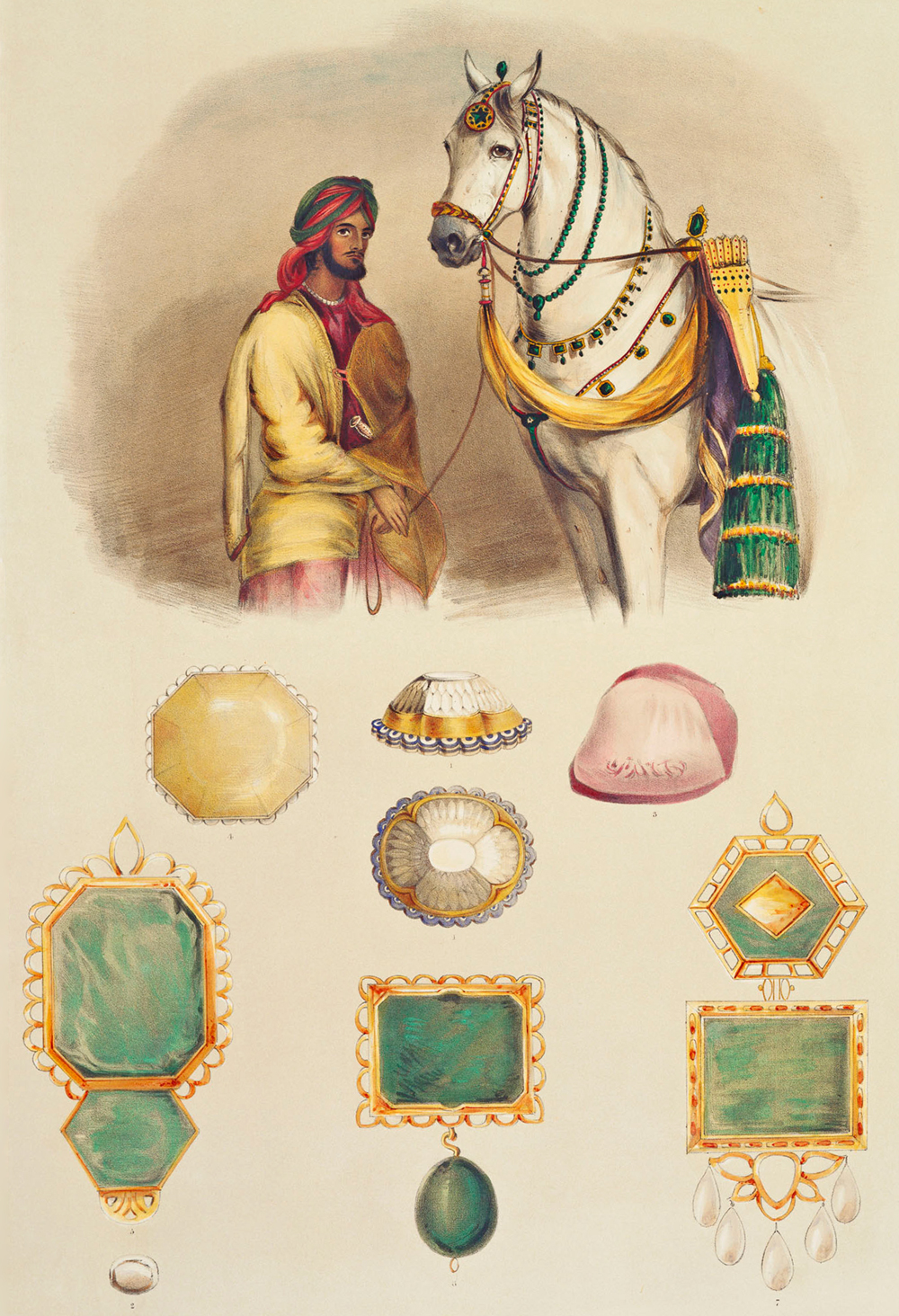
Litografía de Emily Eden mostrando uno de los caballos favoritos del Maharajá Ranjit Singh con el jefe de oficiales de sus establos y su colección de joyas, incluyendo el Koh-i-Noor al centro(1844).

El gobernador general a cargo de la ratificación de este tratado era Lord Dalhousie. Más que nadie, Dolhausie fue el responsable de la adquisición británica del Koh-i-Noor, por el cual mostró gran interés por el resto de su vida. El trabajo de Dolhousie en la India era principalmente el de apropiarse de los bienes indios para la British East India Company.
El quedarse con el diamante, junto a muchas otras cosas, fue muy criticado incluso por sus contemporáneos en Inglaterra.
Le habían sugerido que debería regalarle el diamante a la Reina, estaba claro que Dalhousie sentía que la joya era un trofeo de guerra, y la trataba como tal.
Dalhousie se defiende diciendo que el Koh-i-Noor debería serle entregado a la Reina de manos de su príncipe conquistado, y no de algún súbdito de la East India Company.
Para ello arregló que el diamante fuera entregado por el joven sucesor de Ranjit Singh, Duleep Singh, a la Reina Victoria en 1850.
Duleep Singh era el hijo menor de Ranjit Singh y su quinta esposa Maharaní Jind Kaur. Duleep, de 13 años, viajó hacia el Reino Unido para presentar la gema.
La presentación del Koh-i-Noor a la Reina Victoria fue la última, de una larga lista de transferencias de este diamante como trofeo de guerra.
A su llegada a Inglaterra el Koh-i-Noor se mantuvo a bordo hasta que el barco llegó a Portsmouth, desde donde llevaron el diamante hasta la East India House en la ciudad de Londres donde quedó a cargo del presidente y vicepresidente de la East India Company. La entrega del diamante Koh-i-Noor a la Reina el 3 de abril de 1850 como parte los términos de la conclusión de la guerra anglo-Sikh, también coincidía con el aniversario 250 de la East India Company.
Desde 1901, con la subida al trono de Eduardo VII, el diamante pasa a ser colocado en la corona que lleva la consorte femenina del monarca del Reino Unido. Actualmente, está en la corona de la Reina Isabel, custodiada en la Torre de Londres.

## Leyendas

### La maldición del Koh-i-Noor
Se cree que el Koh-i-Noor tiene una maldición que no funciona sólo cuando es una mujer quien lo lleva. Todos los hombres que lo han tenido, o bien han perdido sus tronos, o han caído en desgracia.
La reina Victoria es la única monarca reinante que ha usado el Koh-i-Noor.
Según la leyenda, si el monarca es hombre, el diamante debe ser entregado a su esposa.
La historia de la maldición hacia el dueño del diamante, data de un texto hindú que relata la primera aparición verificada del diamante en el año 1306.

Quien posea este diamante dominará el mundo,
 pero también conocerá todas sus desgracias.
 Solo Dios, o una mujer, pueden llevarlo con impunidad.

### Adaptaciones
El diamante ha sido llevado al cine en el 2014 en la película titulada Operación Koh-I-Noor , dirigida por Siddharth Anand y con Hrithik Roshan, Katrina Kaif, Ron Smoorenburg y Danny Denzongpa en su reparto.

## Reclamaciones de propiedad
La India ha exigido el diamante, alegando que el Koh-i-Noor fue sacado ilegalmente de su territorio. Cuando Isabel II visitó la India por el 50.º aniversario de su independencia, muchos indios de la India y de Gran Bretaña, incluyendo muchos parlamentarios indios, exigieron el retorno del diamante.
En una entrevista del 20 de julio de 2010 el primer ministro del Reino Unido, David Cameron, declaró «Si dices que sí, de repente verás al Museo Británico vacío».
Pakistán también ha reclamado la gema, y ha presionado a Gran Bretaña para que se la devuelva.
El diamante está en posesión de la Corona Británica, se mantiene en la Torre de Londres, y es una atracción muy visitada.